# Raazik Nordien
Raazik Nordien, né en 1983, est un nageur sud-africain.

## Carrière
Aux Jeux africains de 1999 à Johannesbourg, Raazik Nordien est médaillé d'argent du 200 mètres papillon,.
Il obtient ensuite aux Jeux du Commonwealth de la jeunesse de 2000 à Édimbourg une nouvelle médaille d'argent sur 200 mètres papillon.